# Micronutrition
La micronutrition est le domaine de la nutrition qui implique les micronutriments. Cette pratique de Médecine non conventionnelle, dont l’efficacité n’est pas prouvée, propose de modifier son régime alimentaire ou d'y adjoindre des suppléments alimentaires en vue d'une meilleure santé ou de meilleures performances. 
L’Afssa estime que : La « micronutrition » n’est pas actuellement un concept défini sur le plan scientifique et ne bénéficie pas d’une reconnaissance officielle des institutions compétentes.
Dans la mesure où une alimentation saine et équilibrée doit pouvoir apporter l'ensemble des micronutriments nécessaires, cette pratique n'a donc aucun fondement scientifique.